# بر لیک (ایندیانا)
بر لیک (به انگلیسی: Bear Lake) یک منطقهٔ مسکونی در ایالات متحده آمریکا است که در شهرستان نوبل، ایندیانا واقع شده‌است. بر لیک ۲۷۲ متر بالاتر از سطح دریا واقع شده‌است.